# Beverly Kinch
Beverly Kinch (ur. 14 stycznia 1964 w Ipswich) – brytyjska lekkoatletka, sprinterka i specjalistka skoku w dal, medalistka mistrzostw Europy i halowa mistrzyni Europy, olimpijka. Na igrzyskach Wspólnoty Narodów reprezentowała Anglię, a na pozostałych imprezach międzynarodowych Wielką Brytanię.

## Kariera sportowa
Zdobyła brązowy medal w skoku w dal na igrzyskach Wspólnoty Narodów w 1982 w Brisbane, przegrywając tylko z Shonel Ferguson z Bahamów i Robyn Strong z Australii. Zajęła 4. miejsce w biegu na 60 metrów na halowych mistrzostwach Europy w 1983 w Budapeszcie. Zajęła 5. miejsce w skoku w dal na mistrzostwach świata w 1983 w Helsinkach z wynikiem 6,93 m uzyskanym z nadmiernym wiatrem. Wcześniej w konkursie ustanowiła rekord Wspólnoty Brytyjskiej rezultatem 6,90 m. Zwyciężyła w biegu na 100 metrów na uniwersjadzie w 1983 w Edmonton.
Zdobyła złoty medal w biegu na 60 metrów (przed Aneliją Nunewą z Bułgarii i Nelli Cooman z Holandii) na halowych mistrzostwach Europy w 1984 w Göteborgu, na halowych mistrzostwach Europy w 1986 w Madrycie zajęła 4. miejsce na tym dystansie, a na halowych mistrzostwach Europy w 1988 w Budapeszcie odpadła w półfinale tej konkurencji.
Wystąpiła na igrzyskach olimpijskich w 1988 w Seulu w sztafecie 4 × 100 metrów, która odpadła w półfinale. Nie ukończyła biegu eliminacyjnego na 60 metrów na halowych mistrzostwach Europy w 1990 w Glasgow. Na mistrzostwach Europy w 1990 w Splicie zdobyła srebrny medal w sztafecie 4 × 100 metrów (sztafeta brytyjska biegła w składzie: Stephi Douglas, Kinch, Simmone Jacobs i Paula Thomas) i odpadła w półfinale biegu na 100 metrów. Odpadła w półfinale biegu na 60 metrów na halowych mistrzostwach świata w 1991 w Sewilli. Na mistrzostwach świata w 1991 w Tokio odpadła w ćwierćfinale biegu na 100 metrów i eliminacjach sztafety 4 × 100 metrów. Odpadła w półfinale biegu na 60 metrów na halowych mistrzostwach świata w 1993 w Toronto.
Zajęła 8. miejsce w sztafecie 4 × 100 metrów i odpadła w ćwierćfinale biegu na 100 metrów na mistrzostwach świata w 1993 w Stuttgarcie. Odpadła w półfinale biegu na 60 metrów na halowych mistrzostwach Europy w 1996 w Sztokholmie i na halowych mistrzostwach świata w 1997 w Paryżu.
Beverly Kinch była mistrzynią Wielkiej Brytanii (AAA) w biegu na 100 metrów w 1993 oraz brązową medalistką na tym dystansie w 1988 i 1990. W hali była mistrzynią w biegu na 60 metrów w 1983, 1984, 1986, 1987, 1990 i 1994, wicemistrzynią w tej konkurencji w 1988 i 1991 oraz brązową medalistką w 1996, a także mistrzynią w skoku w dal w 1982. Była również mistrzynią UK Championships w biegu na 100 metrów w 1991 i 1993 oraz brązową medalistką w 1997, a w skoku w dal mistrzynią w 1982 i 1983, wicemistrzynią w 1988 oraz brązową medalistką w 1981.
Wynik Kinch w skoku w dal z mistrzostw świata w 1983 – 6,90 m – przetrwał jako rekord Wielkiej Brytanii do 2012, kiedy to poprawiła go Shara Proctor.

## Rekordy życiowe
Rekordy życiowe Kinch:
- bieg na 100 metrów – 11,29 s (6 lipca 1990, Edynburg)
- bieg na 200 metrów – 23,57 s (13 czerwca 1993, Londyn)
- bieg na 60 metrów (hala) – 7,13 s (23 lutego 1986, Madryt)
- skok w dal – 6,90 m (14 sierpnia 1983, Helsinki)